# Andreas Beck (tennista)
|  | Aquest article tracta sobre el Andreas Beck tennista, pel futbolista vegeu Andreas Beck (futbolista) |

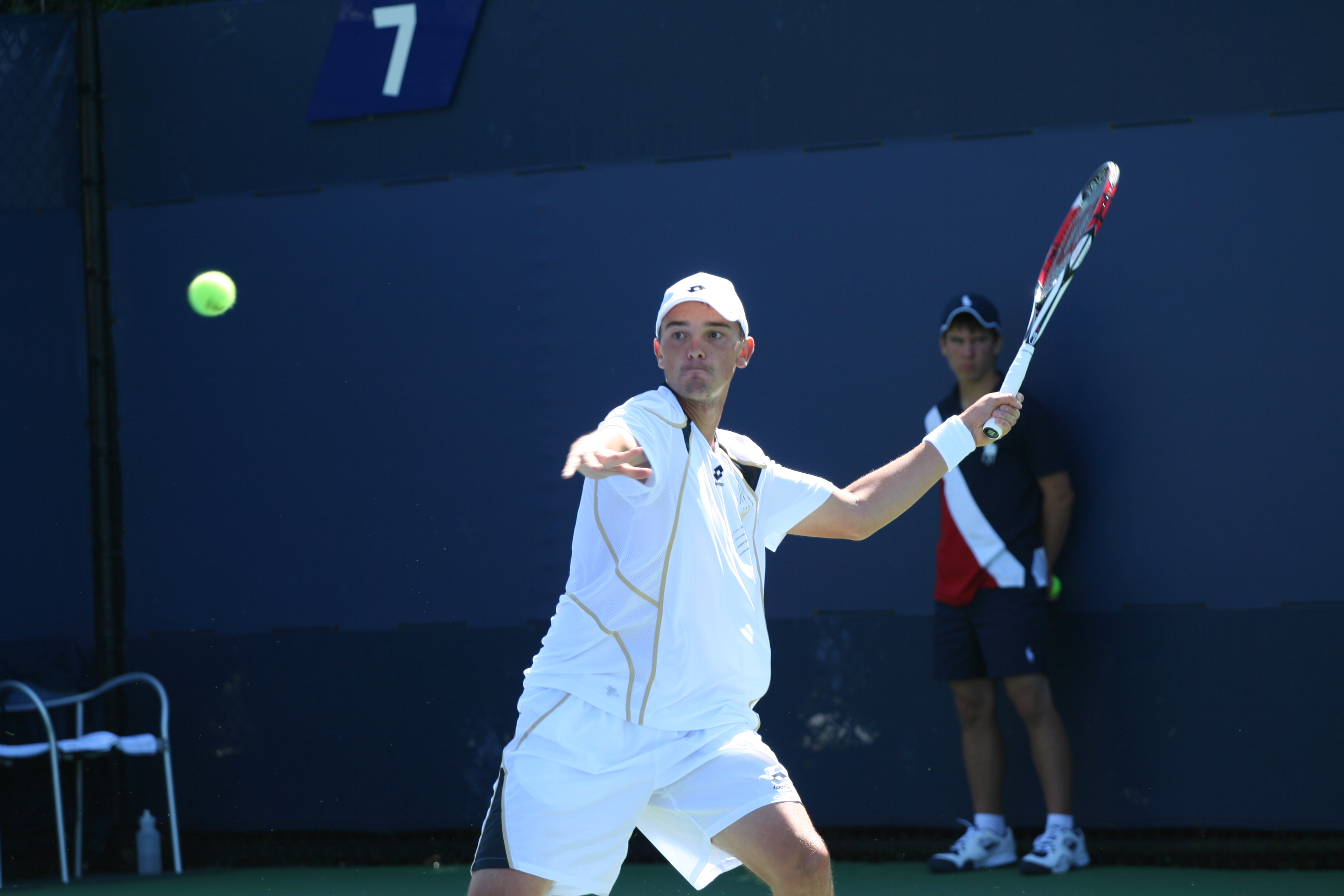
Andreas Beck en el US Open del 2009.

Andreas Beck (Weingarten, 5 de febrer de 1986) és un extennista alemany professional. El seu millor rànquing va ser el número 33, aconseguit el 2 de novembre del 2009.

## Biografia
Fill de Bernd i Beatrix, té una germana gran anomenada Anja. Es va casar amb Juliet Bocklet el 24 de setembre de 2016.

## Palmarès

### Individual: 1 (0−1)
| Resultat  | Núm. | Data              | Torneig        | Superfície   | Oponent         | Marcador    |
| --------- | ---- | ----------------- | -------------- | ------------ | --------------- | ----------- |
| Finalista | 1.   | 3 d'agost de 2009 | Gstaad, Suïssa | Terra batuda | Thomaz Bellucci | 4−6, 6−7(2) |

### Dobles: 2 (0−2)
| Resultat  | Núm. | Data                 | Torneig         | Superfície   | Parella         | Oponents                              | Marcador    |
| --------- | ---- | -------------------- | --------------- | ------------ | --------------- | ------------------------------------- | ----------- |
| Finalista | 1.   | 13 de juliol de 2009 | Halle, Alemanya | Gespa        | Michael Lammer  | Christopher Kas Philipp Kohlschreiber | 3−6, 4−6    |
| Finalista | 2.   | 1 de maig de 2011    | Múnic, Alemanya | Terra batuda | Christopher Kas | Horacio Zeballos Simone Bolelli       | 6−7(3), 4−6 |

### Challenger
| Resultat  | Núm. | Data                | Torneig                        | Superfície   | Oponent             | Marcador            |
| --------- | ---- | ------------------- | ------------------------------ | ------------ | ------------------- | ------------------- |
| Guanyador | 1.   | 13 de març del 2006 | Sarajevo, Bòsnia i Hercegovina | Dura         | Andreas Vinciguerra | 2–6, 7–6(1), 7–6(6) |
| Guanyador | 2.   | 17 de març del 2008 | Sarajevo (2)                   | Dura         | Alexander Peya      | 6–3, 7–6(8)         |
| Guanyador | 3.   | 5 de maig del 2008  | Dresden, Alemanya              | Terra batuda | Jun Woong-Sun       | 2–6, 6–3, 7–5       |
| Guanyador | 4.   | 29 de març del 2009 | Khorat, Tailàndia              | Dura         | Filip Prpic         | 7–5, 6–3            |

## Trajectòria

### Individual
| Open d'Austràlia | A   | A   | 2R    | A     | A   | 2R  | A   | Q1  | Q3  | A   | 0 / 2   | 2 – 1   |
| Roland Garros | A   | Q1  | 2R    | 2R    | 1R  | A   | 1R  | 1R  | Q1  | A   | 0 / 5   | 2 – 5   |
| Wimbledon | A   | 1R  | 1R    | 2R    | 1R  | A   | A   | Q2  | Q3  | A   | 0 / 4   | 1 – 4   |
| US Open | A   | 2R  | 2R    | 2R    | Q2  | A   | Q1  | 1R  | Q1  | A   | 0 / 4   | 3 – 4   |
| Victòries − Derrotes | 0−1 | 5−7 | 22−22 | 10−15 | 0−4 | 2−5 | 0−2 | 0−3 | 0−1 | 0−1 | 41 – 65 | 41 – 65 |
| Rànquing a final d'any | 209 | 109 | 39    | 154   | 98  | 446 | 186 | 116 | 387 | 364 |         |         |
| Llegenda: G: Guanyador; F: Finalista; SF: Semifinalista; QF: Quarts de final; Q: Qualificació; A: Absent; RR: Round Robin; |     |     |       |       |     |     |     |     |     |     |         |         |